# Maciej Gierszewski
Maciej Gierszewski (ur. w 1975) – polski poeta, prozaik, bloger.
Publikował m.in. w: „Kresach”, „Studium”, „Pograniczach”, „Kwartalniku Artystycznym”, „FA-arcie”, „Czasie Kultury”, „Twórczości”. Autor książek poetyckich Profile (Olsztyn 2006), Luźne związki (Poznań 2010). Razem ze Szczepanem Kopytem zredagował antologię poetycką Słynni i świetni. Antologia poetów Wielkopolski debiutujących w latach 1989-2007 (Poznań 2008). Mieszka w Poznaniu. W 2008 został uhonorowany Medalem Młodej Sztuki.

## Poezja
- Profile (Stowarzyszenie Artystyczno-Kulturalne „Portret”, Olsztyn 2006)
- Luźne związki (Wydawnictwo Wojewódzkiej Biblioteki Publicznej i Centrum Animacji Kultury, Poznań 2010)

### Antologie
- Słynni i świetni. Antologia poetów Wielkopolski debiutujących w latach 1989-2007 (red. Maciej Gierszewski, Szczepan Kopyt, Wydawnictwo Wojewódzkiej Biblioteki Publicznej i Centrum Animacji Kultury, Poznań 2009)

## Proza
- Moje życie z Dżejmsem (Wydawnictwo Ważka, Tylicz 2011)